# Placeringsdistrikt
Ett placeringsdistrikt är en del av den svenska valgeografin.
Ett placeringsdistrikt är ett valdistrikt som har utsetts att ta emot utlandsröster och röster från väljare vars gamla adress inte längre existerar. Rent funktionellt är det i övrigt ett helt vanligt valdistrikt.
Det är kommunernas valnämnder som utser placeringsdistrikt, och det måste finnas minst ett placeringsdistrikt per kommun. Beslutet måste dock godkännas av länsstyrelserna.
Efter att beslut har fattats om placeringsdistrikt placeras röstberättigade utlandsväljare och väljare utan existerande adress ut slumpvis av Valmyndighetens administrationssystem Valid.